# Sully-la-Chapelle

Sully-la-Chapelle este o comună în departamentul Loiret din centrul Franței. În 1 ianuarie 2022 avea o populație de 453 de locuitori.